# Manuel Castells
Manuel Castells (Barcelona, Španjolska, 9. veljače 1942.) je katalonski sociolog te profesor emeritus na Sveučilištu Kalifornija u Berkeleyju, SAD. Izniman je doprinos dao razumijevanju političke dinamike mikro i makroekonomije u umreženom društvu, za što je 2012. godine osvojio vrijednu nagradu Holberg Prize, a Social Sciences Citation Index svrstao ga je na peto mjesto najcitiranijih svjetskih znanstvenika u razdoblju od 2000. do 2009. godine.
Predaje komunikacijske znanosti pri Annberg School of Communication te sociološke teorije na odsjeku za sociologiju USC-a. Također na istom Sveučilištu predaje i javne politike, planiranje i razvoj te međunarodne odnose. Ujedno je i profesor na katalonskom Sveučilištu u Barceloni. Autor je 22 knjige, koautor u 21 knjizi te autor preko stotinu znanstvenih članaka. 
Intenzivno se bavi proučavanjem razvoja i utjecaja informacijske revolucije na društvo i komunikacije u smislu širenja globalizacije u svjetskim razmjerima.
Castells je najpoznatiji po svojem djelu Informacijsko doba: ekonomija, društvo i kultura, za koje se drži da je otvorilo novo poglavlje u sociologiji. Njegovo stvaralaštvo obilježeno je pojmom informatiziranog kapitalizma, kojim objašnjava uspon novoga tipa umreženog društva.

## Život i karijera
Manuel Castells rođen je 9. veljače 1942. u Barceloni, Španjolska.
Iako potječe iz konzervativne obitelji, već se kao mladić uključio u aktivizam i studentske prosvjede. Za vrijeme studija prava i ekonomije, bio je izbačen s barcelonskog Sveučilišta jer je svojim političkim aktivizmom smatran prijetnjom režimu Francisca Franca. Odatle bježi u Francusku. U Parizu je kod Alaina Tourainea, sociologa i tvorca pojma „postindustrijsko društvo“, doktorirao te je u dobi od dvadeset i četiri godine, 1966. postao najmlađim sveučilišnim profesorom na Sveučilištu Nanterre u Francuskoj. Nedugo zatim, odlazi u Čile, gdje je radio kao profesor na Unescovu Sveučilištu u Santiagu.
Manuel Castells ima dva magisterija i doktorat iz sociologije te prestižni francuski državni doktorat(doctorat d'etat). Njegova su sveučilišna predavanja iz sociologije, tih godina pohađali Daniel Cohn- Bendit i druge vođe studentskog bunta iz 1968. godine.  Na svojim je akademskim predavanjima, Castells uvijek nastojao biti što prizemniji te je jednom prilikom izjavio da mnoge svojim predavanjima nije uspio nadahnuti.
U Berkley je došao 1979. godine i vrlo se brzo u Silicijskoj dolini, susreće, s novom pojavom i revolucijom u sferi informacijske tehnologije. Upravo mu je dolazak na taj prostor, obilježio daljnji profesionalni razvitak, što je na kraju i prevagnulo u njegovoj viziji suvremenoga društva i zasjenilo društveno-politička poimanja revolucije. Castells je odlični govornik šest svjetskih jezika. Tu je poliglotsku vještinu, stekao predavajući i istraživajući diljem Latinske Amerike, Europe, Azije i Afrike. Svojevremeno je bio i savjetnikom nekoliko vlada, između ostaloga, prve ruske postkomunističke te kineske vlade. Član je Europske akademije i najvišeg tijela europskih eksperata za informacijsko društvo.
Prije Informacijskog doba, objavio je 17 knjiga, većinu iz područja sociologije grada i društvenih pokreta i promjena. Za knjigu Grad i spontani društveni pokreti (City and the Grassroots) dobio je 1983. godine nagradu C.Wright Mills.
Posljednjih dvadesetak godina, intenzivno se bavi proučavanjem razvoja i društvenih posljedica informatizacije. Knjigom Informacijski grad (Informational City) iz 1989.godine, Manuel Castells postaje poznat među sociolozima i komunikolozima kao istraživač utjecaja informacijske revolucije na društvo. Objavljivanjem Informacijskog doba, međutim, njegova važnost u sociologiji postaje neusporedivo veća. Prva knjiga odmah je prevedena na španjolski, francuski i kineski jezik. Djelo privlači interes i pažnju i izvan socioloških pa i akademskih krugova, a promocije knjige, među ostalim, održavane su i u Palači naroda u Ženevi.
Castells je osnivač i član Centra za javnu diplomaciju pri Sveučilištu Južna Kalifornija (USC) te je ujedno član istraživačke sekcije o međunarodnoj komunikaciji pri Annenberg Research Networka. Član je Europske akademije i suradnik španjolske Kraljevske akademije za ekonomiju i financije. Od 2008. godine počasni je član Europskog instituta za inovacije i tehnologiju. Dobitnik je mnogih nagrada i priznanja na svjetskoj razini za doprinose razvitku proučavanja socioloških i komunikacijskih promjena.
U braku je s Emmom Kiselyovom-Castells, šeficom međunarodnih odnosa pri katalonskom Sveučilištu.

## Djela Manuela Castellsa
Manuel Castells, autor je preko dvadeset knjiga i stotinu znanstvenih članaka. 
1972. godine objavio je svoju prvu knjigu Urbanisitčko pitanje. Marksistički pristup (The Urban Question. A Marxist Approach ), a 6 godina kasnije, početkom 1978. Grad, klasa i moć (City, Class and Power). Nedugo zatim, 1980. godine izlazi njegova treća knjiga,  Ekonomska kriza i Američko društvo (The Economic Crisis and American Society). 1989. objavljuje kultnu knjigu Informativni grad: informacijske tehnologije, ekonomsko restrukturiranje i urbanističko-regionalni proces (The Informational City: Information Technology, Economic Restructuring and the Urban Regional Process ) kojom otvara novo poglavlje u svom znanstvenom radu.  Upravo je potonja knjiga bila predložak za trilogiju, nakon koje postaje planetarno popularan. Riječ je o knjizi Informacijsko doba: ekonomija, društvo i kultura, prvi puta izdanoj 1996. godine, a nakon toga, tri su sveska nadopunjena u izdanjima 2000. i 2004. godine. U spomenutoj trilogiji, čitateljima predstavlja svoje najpoznatije ideje mreže, transformacije društvenih arena u kontekstu umreženog društva, ideju ubrzanja globalne komunikacije, nove geopolitike te ideju umreženog znanja i znanja u okviru ekonomske kategorije.
Castells u svojoj knjizi iz 2001. godine Internet galaksija, Razmišljanja o Internetu, poslovanju i društvu (The Internet Galaxy, Reflections on the Internet, Business and Society)  analizira današnje društvo, koje funkcionira pod utjecajem novih tehnologija i naziva ga informacijskim.  Smatra kako je ono ovisno o kompleksnim elektroničkim i komunikacijskim aktivnostima.
Svoju posljednju knjigu Aftermath: the cultures of the economic crisis, objavio je 2012.godine. Knjiga još nije prevedena na hrvatski jezik.

## Ključni pojmovi:

#### Informacijsko doba
Castells društvo promatra u sferi postindustrijalizma, gdje se rad ujedinjuje, ekonomija postaje dominantna okosnica, a znanje osnova postindustrijskog društva. Informacijsko društvo je ovisno o kompleksnim elektroničkim i informacijskim mrežama. Većina resursa usmjerena je na informacijske i komunikacijske aktivnosti te u skladu s time, bilježi se eksponencijalni rast u potrošnji i proizvodnji svih vrsta informacija.
Informacijsko je doba obilježeno znanjem, koje postaje i jest izvor kapitala,također dolazi do smanjenja troškova prijenosa informacija; pad cijena elektronike te povećanje broja televizijskih prijemnika. Informacijsko društvo temelji se na jazu onih koji imaju kulturno i obrazovno znanje te onih, koji s druge strane nemaju tu privilegiju. 
Manuel Castells smatra kako je glavni uzrok društvenog konflikta tehnokracija (pojedinci koji posjeduju informacije i znanje u korporacijama i državnim institucijama) koja je u proturječju s civilnim društvom. Prema Castellsu, upravo iz tog sukoba nastaju novi društveni pokreti.

#### Paradigma informatičke tehnologije
Sve veća integracija između umova i strojeva poništava diskontinuitet između ljudi i strojeva; iz temelja se mijenja cjelokupni način ljudskog života. Velika je brzina, kojom su se informacijske tehnologije proširile planetom (sredinom 1990-ih su dominantne funkcije, društvene skupine i teritoriji širom planeta bili povezani unutar novog tehnološkog sustava, koji se počeo oblikovati tek 1970-ih). Pred kraj dvadesetog stoljeća, nastaje takav povijesni interval u kojem „materijalnu kulturu“ preobražavaju djela nove tehnološke paradigme, organizirane oko informacijskih tehnologija. 
Tehnologija je upotreba znanstvenog znanja sa svrhom određivanja načina za obavljanje stvari na način koji se može reproducirati.
Informacijska tehnologija je konvergentni set tehnologija s područja mikroelektronike, računalstva, telekomunikacija i optoelektronike te genski inženjering i njegov sve širi skup razvoja i primjene.
Glavna otkrića se javljaju oko jezgre informacijske tehnologije; proces tehnološke transformacije se širi eksponencijalno zbog svoje sposobnosti povezivanja tehnoloških područja zajedničkim digitalnim jezikom.
Castells navodi pet osnovnih značajki nove paradigme koje, uzete zajedno, čine materijalnu osnovu informacijskog društva:
1.	činjenica je da je informacija sirovina nove paradigme jer ne samo što djeluje na tehnologiju, nego i tehnologije djeluju na informaciju;
2.	odnosi se na proširenost učinaka novih tehnologija, koje oblikuju sve procese našeg individualnog i kolektivnog postojanja; 
3.	odnosi se na logiku umrežavanja bilo kojeg sustava koja se dobro prilagođava povećanoj složenosti interakcija i nepredvidivim obrascima razvoja koji proizlaze iz stvaralačke snage takve interakcije;
4.	odnosi se na umrežavanje kao jasno određenu osobinu – paradigma informatičke tehnologije temelji se na fleksibilnosti;
5.	približavanje specifičnih tehnologija u visoko povezani sustav, unutar kojeg se odvojene tehnološke putanje ne mogu razabrati.
6.	paradigma informatičke tehnologije se ne kreće prema zatvaranju u sustav, već je moćna i nameće se u svojoj materijalnosti, prilagodljiva je i otvorena u svojem povijesnom razvoju, a njezine bitne značajke su obuhvatnost, složenost i umrežavanje.

#### Umreženo društvo
Umreženo društvo (networked society) je najpoznatija Castellsova teorija, koja društvo promatra isključivo kao globalno, a u kojem su odnosi organizirani u komunikacijskim-medijskim mrežama. Bilježi se veća međupovezanost članova društva usporedna s logikom novih komunikacijskih tehnologija. Odnosi organizirani u komunikacijskim mrežama, nadopunjuju i zamjenjuju komunikaciju licem u lice.
Društvo je podjeljeno na one koji grade i sastavljaju mreže; one koji su uključeni u te mreže i antipode - one koji su društveno isključeni i u njoj ne sudjeluju. Nestaje stalno i trajno radno zaposlenje, a povećava se broj privremenih i povremenih radnika.
Pod utjecajem tehnologije, novo organizirane ekonomije i društvene dinamike, formira se umreženo poduzeće s globalnom radnom snagom. Kultura stvarne virtualnosti postaje središnja sfera borbe za moć. Stvarnost se dijeli na fizičku i virtualnu, izmišljenu. Prema Castellsu, upravo ta virtualna stvarnost je prava stvarnost jer ljudi počinju misliti o stvarima kako im masovni mediji prezentiraju, a ne kakve su zaista u realnom svijetu. Izmišljena simbolička stvarnost postaje važna jer publika živi kroz multimedije.
Mreža je temeljna jedinica svake društvene arene, uključujući politiku informacijskoga i umreženoga društva. 
Moć komunikacije gradi se na Castellsovoj teoriji umreženog društva kako bi formulirao teoriju moći relevantnu za informacijsku dob. Razjašnjava načine na koje se vlast odnosi prema medijima, kako prema tradicionalnim oblicima masovnih medija, tako i prema oblicima koje generiraju korisnici na internetu, a koje Castells naziva bezmasovnom komunikacijom.  Nju omogućava arhitektura interneta kao distribucijske mreže sudionika, koji međusobno mogu komunicirati na način koji je bitno drugačiji od uobičajene medijske hijerarhije od vrha prema dnu.
Castells identificira masovne medije kao velike, zavisne medijske korporacije koje posjeduju većinu tiskovina, televizijskih i radijskih postaja te kao primarni uređaj kojim su komunikacijski tokovi do velike publike izgrađeni tijekom druge polovice 20. stoljeća.

#### Informacijske mreže
Postale su najučinkovitiji organizacijski oblik zahvaljujući svojim trima obilježjima: fleksibilnosti (sposobnost promjene i obnove u skladu s promjenom okruženja i zadržavanja svojih ciljeva, dok se mijenjaju njene komponente, ponekad i zaobilaženjem blokada u komunikacijskim kanalima kako bi pronašli nove veze), skalabilnosti (mogućnost proširenja ili smanjenja veličine s malo ometanja) i izdržljivost (sposobnost mreža, a one nemaju jedan centar i mogu raditi u širokom rasponu konfiguracija, da izdrže napade na svoje čvorove i kodove jer, reproduciraju se i pronađu novi način djelovanja).
Mreža je temeljna jedinica svake društvene arene, uključujući politiku informacijskoga i umreženoga društva. 
Informacijske su mreže pod utjecajem novih medija i komunikacijskih tehnologija, dovele do pojave nove kulture, koja je određena bezvremenstvom.
Pošto su mreže višestruke, odnosi moći za svaku su mrežu specifični, ali je temeljni oblik vježbanja moć koja je zajednička svim mrežama: isključenje iz mreže.
Vrste mreže moći su: moć umrežavanja -  uključivanje u društvo globalne mreže, nad onima koji su isključeni; moć mreže- norme stvorene i definiraju tko može biti uključen u globalno društvo; moć umreženih- jedinstvena snaga koje ljudi vježbaju jedni preko drugih u mreži; moć formiranja mreže-sposobnost da se programira mreža za ostvarivanje ciljeva programera i stvore strateški savezi mreža koji čuvaju snagu mrežnih elita.

#### Internet galaksija
Internet galaksija sažetija je studija fenomena o ekonomiji, politici, geografiji i komunikacii vezanih za umreženo društvo. 
Castellsova je teza da živimo u dobu koje je označilo kraj Gutenbergove galaksije, dobu društvene promjene koju obilježavaju decentralizirani i dehijerarhizirani umreženi odnosi. Ono što su nekad bile tvornice, danas je mreža, ono što je nekad bila električna energija, danas je Internet. On promatra umreženo društvo kao društvo nove ekonomije. Castells pripada onoj skupini teoretičara koji ističu kako su nove strukture olakšale poslovanje i dinamizirale društveni život. Castells vjeruje da su čimbenici zaduženi za upravljanje društvenom tranzicijom u informacijsko doba državne institucije te da je u toj tranziciji potrebno političko zastupanje, demokracija u kojoj svi sudjeluju, procesi iznalaženja konsenzusa. 
Razvoj tehnologije Castells vidi kao rezultat triju društvenih procesa: potrebe ekonomije za većom fleksibilnošću, koja je u konačnici dovela i do uspona elektroničkog poslovanja; potrebe društva u kojem vladaju vrijednosti individualnih sloboda, koje su omogućile trijumf umreženog individualizma – stvaranje mrežnih zajednica prema individualnim afinitetima; a (tek onda) i napretka u računarstvu i telekomunikacijama koji se dogodio krajem milenija. Internet se više ne promatra kao igralište izoliranih i otuđenih pojedinaca, a Castells inzistira na tome da je upravo takva komunikacija izraz novog društva i nove društvenosti koja omogućava povezivanje jedinki ne prema prostornoj nego prema povezanosti po afinitetima.
Castells ujedno detektira zajednice kojima vladaju novi obrasci ponašanja (spajajući dva područja kojima se intenzivno bavio – njegova su ranija istraživanja bila vezana za urbanu sociologiju). Trijumf umreženog individualizma odredio je razvoj zajednica, globalne ekonomije, komunikacije i umjetnosti. Poslovni život, koji je nekad obilježavala centralizacija i hijerarhija, danas je sve sličniji privatnim sferama koje su počivale na mrežama odnosa. Suvremeno društvo koje se temelji na obrascima društvenosti izgrađenim na tercijarnim odnosima, sve više približava poslovno i privatno vrijeme.
Neka od najzanimljivijih Castellsovih zapažanja analize su različitih oblika koji utjelovljuju nove oblike mišljenja, izraze nove društvenosti ili mentalnih navika. Tehnologija nije samo zgodna “nadogradnja” naših dosadašnjih mogućnosti, nego ona čini supstancijalnu razliku, koja, tvrdit će Castells, obilježava mentalne navike čovjeka s kraja 20. stoljeća.
Zbog toga, umjesto tehnologije, Internet galaksija pokušava detektirati kulture koje su je razvijale i načela na kojima te kulture počivaju. Pritom se kultura shvaća široko, kao skup vrijednosti i vjerovanja koja oblikuju ponašanje. Od elektroničkog poslovanja i nove ekonomije, do virtualnih zajednica, koje pripadaju sferi slobodnog vremena, ključna je Castellsova teza kako je brz uspon Interneta posljedica otvorenosti zajednica koje su ga kreirale. Nastao kao proizvod vojne tehnologije, njegov razvoj započinje tek u sferi civilnog društva i djelovanja četiriju zajednica: tehno-meritokratske, hakerske, virtualne i poduzetničke. Otvorenost arhitekture Interneta, koji počiva na načelima suradnje i slobodne razmjene podataka – fleksibilnosti, odsutnosti zapovjednog središta i maksimalne autonomija svakog čvorišta, izvor je njegove snage i njegova brzoga samostalnog razvoja.